# Bootleg dei Pink Floyd
I bootleg dei Pink Floyd sono una serie di album discografici contenenti registrazioni di concerti del gruppo mai pubblicati ufficialmente.

## Anni sessanta

### 1967/1968
La maggior parte dei primi bootleg dei Pink Floyd riguardano performance in Europa e Stati Uniti d'America del tour del 1968 a promozione del secondo album. Molti sono stati pubblicati dall'etichetta Ace Bootlegs Production.
| Titolo                                 | Dettagli registrazione                                                             | Note                                                                                                |
| -------------------------------------- | ---------------------------------------------------------------------------------- | --------------------------------------------------------------------------------------------------- |
| Feed Your Head                         | Star Club, Copenaghen, Danimarca, 13 settembre 1967                                | registrazione del pubblico, pubblicato anche come Wonderful, Wonderful Kopenhagen e Starclub Psycho |
| Playhouse Theatre                      | The Playhouse Theatre, Londra, Regno Unito, 25 settembre 1967                      | pubblicato anche come Hippy Happy Fair                                                              |
| The Live Pink Floyd - Oude Ahoy Hallen | Rotterdam, Paesi Bassi, 13 novembre 1967                                           | registrazione del pubblico                                                                          |
| Rome Vpro (Broadcast)                  | First European International Pop Festival, Piper Club, Roma, Italia, 6 maggio 1968 | registrazione da un'emittente radiofonica olandese                                                  |
| Paradiso Amsterdam                     | Club Paradiso, Amsterdam, Paesi Bassi, 23 maggio 1968                              | registrazione del pubblico, pubblicato anche come Syncopated Pandemonium                            |
| Live in Amsterdam - Fantasio Club      | Fantasio Club, Amsterdam, Paesi Bassi, secondo concerto del 23 maggio 1968         | |
| Shrine Exposition Hall                 | Shrine Exposition Hall, Los Angeles, 27 luglio 1968                                | registrazione del pubblico, include anche una versione di 15:57 minuti di A Saucerful of Secrets    |
| Utrecht '68                            | Margriethal Jaarbeurs, Utrecht, Paesi Bassi, 28 dicembre 1968                      | pubblicato anche come Owed to Syd Barrett                                                           |

### 1969
| Titolo                             | Dettagli registrazione                                                  | Note |
| ---------------------------------- | ----------------------------------------------------------------------- | --- |
| Sounds Resounds Around             | St. James Hall, Chesterfield, Regno Unito, 27 marzo 1969                | registrazione soundboard, include una versione da 16 minuti di Interstellar Overdrive e una da 19:13 di A Saucerful of Secrets |
| The Massed Gadget of Auximenes     | Royal Festival Hall, Londra, 14 aprile 1969                             | registrazione del pubblico con una performance di The Man and The Journey |
| Beset by the Creatures of the Deep | University of Southampton, Regno Unito, 9 maggio 1969                   | |
| From the Master Tape               | Free Trade Hall, Manchester, Regno Unito, 22 giugno 1969                | pubblicato dall'etichetta Ayanami, pubblicato anche come The Labyrinths of Auximenes |
| A Man and his Lunacy               | Royal Albert Hall, Londra, 29 giugno 1969                               | registrazione del pubblico |
| Plumpton Race Track                | Plumpton Race Track, East Sussex, Londra, 8 agosto 1969                 | registrazione del pubblico pubblicata anche come The Journey Through The Past, live al 9th National Jazz Pop Ballads & Blues Festival, include una versione di 20:26 minuti di A Saucerful of Secrets |
| Complete Concertgebouw             | Concertgebouw, Amsterdam, Paesi Bassi, 17 settembre 1969                | registrazione soundboard pubblicata anche come A Man and the Journey, Amsterdam 69 (Swingin' Pig Version) e Amsterdam 1969 (Harvest), inizialmente doveva uscire come live ufficiale col titolo The Man and the Journey ma l'idea fu abbandonato in favore di Ummagumma.                                                                       |
| Essener Pop Festival               | Essener International Pop Festival, Essen, RFA, 11 ottobre 1969         | pubblicato dall'etichetta Man Of Leisure Music, pubblicato anche come Essen e Song Days '69 |
| Amougies Pop Festival              | Amougies Pop & Jazz Festival, Mont-de-l'Enclus, Belgio, 25 ottobre 1969 | prima parte di un unico concerto in Belgio con Frank Zappa come ospite d'eccezione. Il concerto completo è stato pubblicato come Interstellar Zappadrive dalla Harvested. Le canzoni Green is the Colour, Careful with That Axe, Eugene e Set the Controls for the Heart of the Sun sono in qualità soundboard, ma eseguita senza Frank Zappa. |
| Afan Lido                          | Port Talbot, Galles, 6 dicembre 1969                                    | registrazione del pubblico, pubblicato dalla Man of Leisure Music. |

## Anni settanta

### 1970
| Titolo                                   | Dettagli registrazione                                                                               | Note |
| ---------------------------------------- | --- | --- |
| Biding My Time in Croydon                | Fairfield Hall, Croydon, Regno Unito, 18 gennaio 1970                                                | contiene un concerto di 2 ore e 20 minuti con un primo prototipo di Atom Heart Mother (poi chiamata The Amazing Pudding, 24:34), The Violent Sequence (un brano di 15 minuti con la sequenza di piano di Us and Them), Main Theme (14:02) e A Saucerful of Secrets (16:54). Il bootleg contiene anche una traccia del 22 dicembre 1970, Alan's Psychedelic Breakfast (24:46). |
| Elysees Floyd                            | Théâtre du Rond-Point di Champs-Élysées, 23 gennaio 1970                                             | una parte di questo concerto è stata pubblicata anche col nome The Man - Live in Paris, Paris 23/01/1970 e Broadcast from Europe (contenenti tre brani dal concerto tenuto al Palazzo dello Sport in Lione, 12 giugno 1971) |
| Project Birmingham                       | Town Hall, Birmingham, Regno Unito, 12 febbraio 1970                                                 | registrazione del pubblico che include Atom Heart Mother (25:27), una versione da 12 minuti di The Embryo e Sysyphus (12:09) |
| The Amazing Pudding                      | Town Hall, Birmingham, Inghilterra, 11 febbraio 1970                                                 | registrazione del pubblico, include The Violence Sequence (26:31) |
| Six of One                               | Leeds University, Yorkshire, Inghilterra, 28 febbraio 1970                                           | contiene sei tracce di oltre 10 minuti ognuna con una lunga performance di A Saucerful of Secrets (29:57) |
| A Trick of the Light                     | Auditorium Maximum, Hamburg University, West Germany, 12 marzo 1970                                  | pubblicato dall'etichetta World Production of Compact Music |
| The Injustice of a Kaleidoscope of Sound | Konzert Saal, Technische Universität, Berlino, Germania Ovest, 13 marzo 1970                         | pubblicato anche come Richard, Are You Ready Yet?, questo bootleg include una versione da 15:29 di Set the Controls for the Heart of the Sun |
| Masters of the Mystic Arts               | Meistersinger Halle, Norimberga, Germania, 14 marzo 1970                                             | |
| Hanover                                  | Niedersachsen Halle, Hannover, Germania, 15 marzo 1970                                               | |
| Lund                                     | Akademiska Forningens, Lund, Svezia, 20 marzo 1970                                                   | |
| Genuine New York 70                      | University of New York, Long Island, 11 aprile 1970                                                  | pubblicato delle etichette Monkey Records e Highland (as Trademark Moo) |
| Port Chester '70                         | Port Chester, New York, 22 aprile 1970                                                               | contiene una lunga versione di The Embryo (15:36), Cymbaline (16:24) e Astronomy Domine (13:06) |
| KQED                                     | KQED TV Studios, San Francisco, California, 28 aprile 1970                                           | registrazione Broadcast, pubblicato anche come Colourful Meadows |
| Interstellar Fillmore                    | Fillmore West, San Francisco, California, 29 aprile 1970                                             | registrazione soundboard, pubblicato anche come Interstellar Encore e Embryo |
| Fat Old Gig                              | California, Filadelfia, Birmingham, Sheffield, 29 aprile, 26 settembre, 2 febbraio, 22 dicembre 1970 | bootleg di quattro dischi, parzialmente pubblicati anche come Electric Factory, Electric Factory (Harvested Version) e On Top of the World |
| Live in Santa Monica                     | Santa Monica, Civic center, California, 1º maggio 1970                                               | registrazione del pubblico, un altro bootleg chiamato Santa Monica Civic Auditorium contiene la registrazione dello stesso concerto |
| Bath Festival                            | Bath Festival of Blues & Progressive music, Shepton Mallet, Inghilterra, 26 giugno 1970              | pubblicato dall'etichetta Ayanami |
| Stamping Ground                          | Kralingen Pop Festival, Paesi Bassi, 28 giugno 1970                                                  | questo bootleg è stato pubblicato dalla Highland e include una lunga versione di Interstellar Overdrive (18:55) |
| The Theme from an Imaginary Western      | Soersfestival 3-Day Open Air Festival, Aachen Soerser Stadium, Aquisgrana, Germania, 12 luglio 1970  | pubblicato dalla R. D. Productions, pubblicato come Soersfestival in Aachen/A Heavenly Ride |
| Phenomena                                | BBC Studios and Paris Cinema, Londra, 17 luglio 1970 e 19 settembre 1970                             | pubblicato dalla Manic Depression, due dischi con la BBC Top Gear Sessions e due del BBC Concerts. Questo bootleg essenziale è stato pubblicato anche sotto i nomi BBC Archives 1970-1971, Libest Spacement Monitor, Pink Is the Pig (con una versione del 1969 di Point Me in the Sky), Mooed Music e Eclipse                                                                |
| Free Hyde Park Concert                   | Blackhills Garden Party, Hyde Park, Londra, 18 luglio 1970                                           | costituito da soli quattro brani |
| Foreign Legion                           | Saint-Tropez e Palazzetto dello Sport di Lione, Francia, 8 agosto 1970 e 12 giugno 1971              | pubblicato dall'etichetta Head, registrazioni del pubblico |
| Fête de l'Humanité                       | Fête de L'Humanité, Bois de Vincennes, Parigi, Francia, 12 settembre 1970                            | registrazione del pubblico pubblicata dall'etichetta Cochon Productions |
| Fillmore East                            | Fillmore East, New York, 27 settembre 1970                                                           | |
| Sing to Me Cymbaline                     | Santa Monica Civic Center, California, 23 ottobre 1970                                               | |
| Mind Your Throats Please                 | Concertgebouw, Amsterdam, 6 novembre 1970                                                            | contiene una lunga versione di Fat Old Sun (15:06) |
| Remergence                               | Grote Zaal, De Doelen, Rotterdam, Paesi Bassi, 7 novembre 1970                                       | |
| Pictures of Pink Floyd, Vol. 1           | Gothenburg, Svizzera e Stadthalle, Offenbach, Germania, 11 novembre 1970 e 26 febbraio 1971          | pubblicato anche come The Pictures of Pink Floyd: Restoration Project e Command Performance |
| Copenhagen Sequence                      | Falkoner Centre, Copenaghen, Danimarca, 12 novembre 1970                                             | pubblicato anche come 70/11/12, contiene il brano Libest Spacement Monitor |
| Denmark Behind Us                        | Aarhus, Danimarca, 13 novembre 1970                                                                  | |
| Ernst-Merck Halle                        | Ernst-Merck Halle, Amburgo, Germania, 14 novembre 1970                                               | pubblicato anche come Grooving with a Pict, include il brano Moonhead (Corrosion) (13:28) |
| Smoking Blues                            | Casino de Montreux, Svizzera, 21 novembre 1970                                                       | pubblicato anche come Montreux Casino 1970, Reeling on Pink Floyd e The Good... The Bad, registrazione soundboard, include il brano Just Another Twelve Bar |
| Mounting Pressure                        | Friedrich Ebert Halle, Ebertpark, Ludwigshafen, Germania, 25 novembre 1970                           | |
| The Killsberg Tapes                      | Killsberg Halle, Stuttgart, Germania, 26 novembre 1970                                               | |
| Cirkus Krone                             | Cirkus Krone, Monaco, Germania, 29 novembre 1970                                                     | |
| A Psychedelic Night                      | City Hall, Sheffield, Regno Unito, 22 dicembre 1970                                                  | pubblicato anche come Alan Psychedelic Mastertape e Rise and Shine (quest'ultimo è considerato contenere la migliore versione di Alan's Psychedelic Breakfast, il bootleg A Psychedelic Night include Atom Heart Mother (31:25 + reprise 2:36), A Saucerful of Secrets (23:22) e Alan's Psychedelic Breakfast (19:08)                                                         |

## Anni ottanta

### 1986
| Titolo      | Dettagli registrazione                                              | Note                                                                              |
| ----------- | ------------------------------------------------------------------- | --------------------------------------------------------------------------------- |
| A Great Set | concerto del 9 maggio tenuto all'Oakland Coliseum Arena di Oakland. | Accreditato a The Abdabs; ristampato anche come "Pink Floyd – Plays The Animals". |

### 1988
| Titolo        | Dettagli registrazione                                               | Note                          |
| ------------- | -------------------------------------------------------------------- | ----------------------------- |
| From Oblivion | concerto del 17 ottobre 1971 a San Diego, presso l'arena Golden Hall | Ristampato anche come Embryo. |

## Anni novanta

### 1992
| Titolo                    | Dettagli registrazione | Note |
| ------------------------- | --- | --- |
| She Kisses Like a Machine | Album doppio, il primo con brani registrati dal vivo al Wembley Arena, il 16 novembre 1974, e il secondo a New York, al Madison Square Garden, il 2 luglio 1977. | Originariamente pubblicato in Giappone nel 1982, il primo disco riporta dati errati (Southampton e 1972) |